# Mount Sir Mackenzie Bowell
Mount Sir Mackenzie Bowell är ett berg i Kanada.   Det ligger i provinsen British Columbia, i den centrala delen av landet, 3 300 km väster om huvudstaden Ottawa. Toppen på Mount Sir Mackenzie Bowell är 3 301 meter över havet. Mount Sir Mackenzie Bowell ingår i Cariboo Mountains.
Terrängen runt Mount Sir Mackenzie Bowell är huvudsakligen bergig.Trakten runt Mount Sir Mackenzie Bowell är nära nog obefolkad, med mindre än två invånare per kvadratkilometer.. Det finns inga samhällen i närheten. 
Trakten runt Mount Sir Mackenzie Bowell är permanent täckt av is och snö.